# Залізне небо: Прийдешня раса
«Залізне небо: Прийдешня раса» (англ. Iron Sky: The Coming Race) — фінсько-німецький копродукційний комедійний науково-фантастичний пародійний фільм режисера Тімо Вуоренсоли. Сиквел фільму «Залізне небо» 2012 року. Фільм вийшов у прокат у Фінляндії 16 січня 2019 року.

## Сюжет
Спроба нацистів, що втекли в 1945 році на Місяць, захопити Землю провалилась. Але в суперечці за зібрані ними запаси гелію-3 спалахнула ядерна війна. На її початку президент США тікає з Вашингтона до Антарктиди, де спускається вглиб бази. У цей час Володимир Путін виношує плани з відродження Радянського Союзу. Згодом поверхня планети стає непридатною для життя і вцілілі переселяються на Місяць. Близько 2000 людей знаходять прихисток у напівзруйнованій базі нацистів.
Через 20 років дочка Ренати Ріхтер і Джеймса Вашингтона, Обі, дізнається, що з Землі злетіла загублена літаюча тарілка нацистів «Валькірія». На понівеченій тарілці прибуває росіянин Саша з групою вцілілих. Вони вважають, що на Місяці чудове життя, та насправді там бракує припасів, а обладнання зносилося. Та поки більшість живе у злиднях, секта Джобістів, які поклоняються Стіву Джобсу, живе в розкоші. Їхній лідер викриває відступника, що зробив джейлбрейк, і «відлучає від церкви», підірвавши його iPhone. Обі вривається в їхню церкву, вимагаючи поділитись ресурсами. Вона оглядає «Валькірію» та виявляє на борту невідомого. Ним виявляється Вольфганг Корцфляйш — місячний фюрер, що вважався давно вбитим. Той дає Обі ліки для її хворої матері, котрі не лише лікують, а й повертають молодість. Корцфляйш пояснює, що він — один з іншопланетян-рептилоїдів врілів, які зазнали аварії на доісторичній Землі. Він потай від інших підштовхнув приматів у розвитку, а коли на Землю впав астероїд, вріли переселились на внутрішню поверхню планети, котра насправді порожниста. Корцфляйш за порятунок Ренати вимагає аби вона вирушила в підземне місто Аґарта й добула речовину врілії аби той продовжив своє життя. Також він обіцяє поділитись із людьми та дає свій палець. Обі погоджується, але про її план дізнаються Джобісти. Викравши літаючу тарілку, Обі, Саша, охоронець Малкольм і Джобісти відлітають в Антарктиду, де знаходиться вхід в Аґарту.
Тарілка падає і провалюється в тунель, вилетівши на внутрішній поверхні Землі. Там виявляються джунглі та штучне сонце, що живиться врілією. Обі виявляє засідання врілів, де розуміє, що більшість історичних діячів були прибульцями, в тому числі й Калігула, Чингісхан, Сталін, Гітлер, Марк Цукерберг і остання президент США. Гітлер дорікає президенту, що вона знищила «паразитів» — людей, але також зробила поверхню непридатною для життя. Він наказує зжерти президента і вирушає на пошуки свого брата Корцфляйша.
Малкольм і Джобісти потрапляють в полон Врілів, коли бачать серед врілів Стіва Джобса. Гітлер і Джобс з'їдають Джобістів, за винятком їхнього лідера, котрого лишають наостанок. Малкольму ж вдається втекти, він знаходить Обі та Сашу, з якими вирушає на пошуки врілії. З допомогою пальця Корцфляйша вони відкривають браму до Граалю — джерела врілії. Коли Обі забирає Грааль, Аґарта починає руйнуватись і за ними женуться Усама бен Ладен, Папа Римський і Маргарет Тетчер. Обі, Саші й Малкольму вдається запустити літаючу тарілку та полетіти додому. Штучне сонце згасає, вріли евакуюються на свій корабель та летять слідом.
По прибуттю на базу Обі відмовляється віддати Корцфляйшу Грааль. В цей час прилітають вріли і на базу вривається Гітлер верхи на тиранозаврі. Рената випиває врілію та отримує надлюдську силу, якою вбиває тиранозавра та Гітлера. Обі, Саша і Малкольм евакуюють населення на корабель, на якому люди прибули на місяць. Саша живить його від Грааля. Корцфляйш застрелює Ренату, в цей час корабель стартує, база руйнується і Корцфляйш зникає під її уламками.
Згодом виявляється, що Кортцфляйш вцілів і летить слідом, цілячись із головної гармати. Дізнавшись, що у Кортцфляйша є iPhone, Обі використовує Nokia 3310 Саші, щоб послати на нього «відлучення від церкви». Вибух iPhone знищує корабель врілів. Малкольм несподівано помирає від харчової алергії. Під час похорону Ренати і Малкольма, Малкольм раптово встає з труни і пояснює, що просто впав у кому. Обі й Саша спрямовують корабель на Марс і освідчуються в коханні одне одному. Та на Марсі вже є радянська база в формі серпа і молота.

## У ролях
- Джулія Дітце — Рената Ріхтер
- Удо Кір — Вольфганг Корцфляйш
- Лара Россі — Обі Вашингтон
- Том Грін — лідер секти Джобістів
- Стефані Пол — Президент США Сара Пейлін
- Юкка Гільден — Папа Римський
- Карі Кетонен — Володимир Путін
- Кіт Дейл — Малкольм
- Джон Фландерс — Гаррі
- Рікі Вотсон — Стів Пітерсен
- Володимир Бурлаков — Саша
- Карі Берг — Олена
- Дута Схіртладзе — Йосип Сталін
- Аббас Шірафкан — Усама бен Ладен
- Франческо Італьяно — Калігула
- Гаетан Вендерс — Стів Джобс
- Аманда Волзак — Маргарет Тетчер
- Муя Лубамбу Тшініока — Іді Амін
- Васко де Бейкелер — Мао Цзедун
- Ллойд Лі — Кім Чен Ин
- Антуан Плезент — Марк Цукерберг
- Хон Пінг Танг — Чингісхан
- Теро Каукомаа — Урхо Кекконен